# Dorota Brejza
Dorota Anna Brejza (ur. 1984) – polska adwokatka.

## Życiorys
Zdała maturę międzynarodową w III Liceum Ogólnokształcącym im. Marynarki Wojennej RP w Gdyni. W 2008 ukończyła z wyróżnieniem studia prawnicze na Uniwersytecie Warszawskim. Uzyskała także absolutorium w Instytucie Socjologii UW.
Po odbyciu aplikacji w Bydgoszczy, w 2012 otrzymała uprawnienia adwokackie. Prowadzi kancelarię w Inowrocławiu, gdzie także mieszka.
W 2024 została uznana przez „Dziennik Gazetę Prawną” najbardziej wpływową prawniczką 2023. Wyróżnienie przyznano jej za zaangażowanie w wyjaśnienie i nagłośnienie afery dotyczącej nadużywania przez polskie służby oprogramowania szpiegującego Pegasus. Jako pełnomocniczka swojego męża, Krzysztofa Brejzy, doprowadziła między innymi do podjęcia przez prokuraturę śledztwa, wygrania przed sądem z TVP za publikację nieprawdziwych materiał na ten temat. Działa także na rzecz wzmocnienia kontroli sądowej nad stosowaniem przez służby tego typu środków i przyznania praw inwigilowanym obywatelom.
Na IV roku studiów wzięła w Sulęczynie ślub z Krzysztofem Brejzą. Mają trójkę dzieci: Mateusza, Rozalię oraz Jana.
Deklaruje znajomość języków angielskiego i niemieckiego.